# 朱利安·凯纳
朱利安·凯纳（法語：Julien Quesne，發音：[ʒyljɛ̃ kɛn]；1980年8月16日—）是法國的一位職業高爾夫球運動員。他出生在勒芒。2003年，他轉為職業球手，並且開始參加阿爾卑斯巡迴賽的賽事。2012年，他贏得了安達盧西亞太陽海岸公開賽的冠軍，這是他自己的首個高爾夫歐巡賽冠軍。

## 外部連結
- 官方网站 （法文）